# Grand Strategy UA

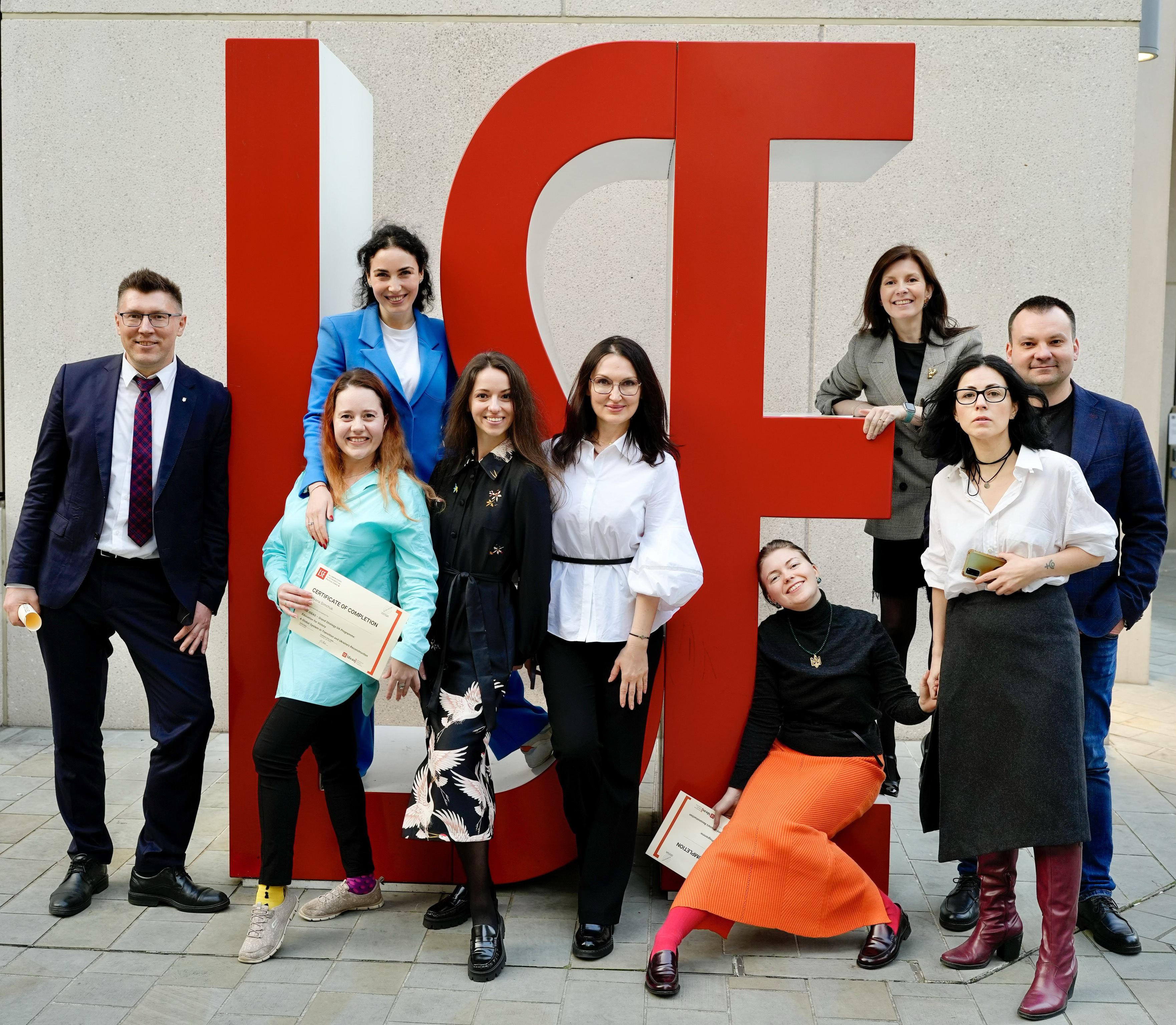
Учасники Програми № 2 "Освіта для Перемоги" біля корпусу LSE IDEAS в Лондоні

Grand Strategy UA — некомерційна громадська організація, яка об’єднує провідні університети та інституції світу з метою надання українським державним службовцям і військовим унікальних знань та можливостей для лідерства у відбудові України після перемоги.
Програма “Освіта для Перемоги”
У 2023 році Grand Strategy UA у партнерстві з аналітичним центром LSE IDEAS Лондонської школи економіки та політичних наук започаткувала програму “Освіта для Перемоги”. Ця ініціатива спрямована на підтримку українських державних службовців та військових/ветеранів у післявоєнній відбудові країни. Протягом чотиритижневого практикуму учасники здобувають знання з глобального позиціонування, стратегічного планування та новітніх економічних і безпекових тенденцій від провідних професорів з усього світу, а також налагоджують зв’язки з іноземними лідерами для ефективного відновлення країни.
Метою програми є створення спільноти активних, динамічних лідерів, готових креативно підходити до планування майбутнього України в умовах післявоєнної відбудови. Випускники прагнуть зміцнити професійний потенціал керівництва країни та забезпечити відновлення післявоєнної безпеки, економіки і дипломатії.

### Основні аспекти програми
Програма  охоплює ключові теми міжнародної політики та економіки, зокрема:

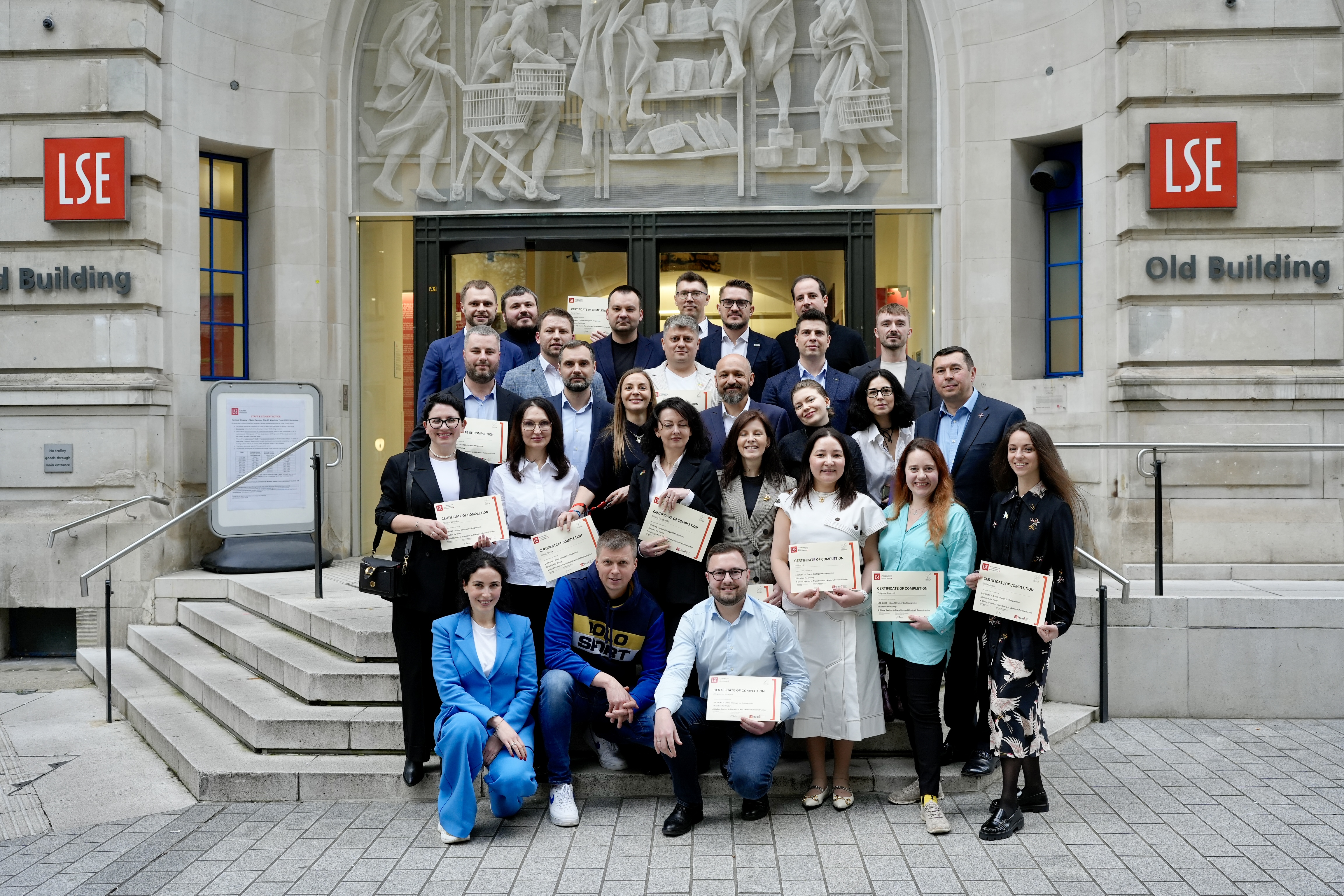
Випускники Програми №2 "Освіта для Перемоги" з сертифіката про закінчення навчання

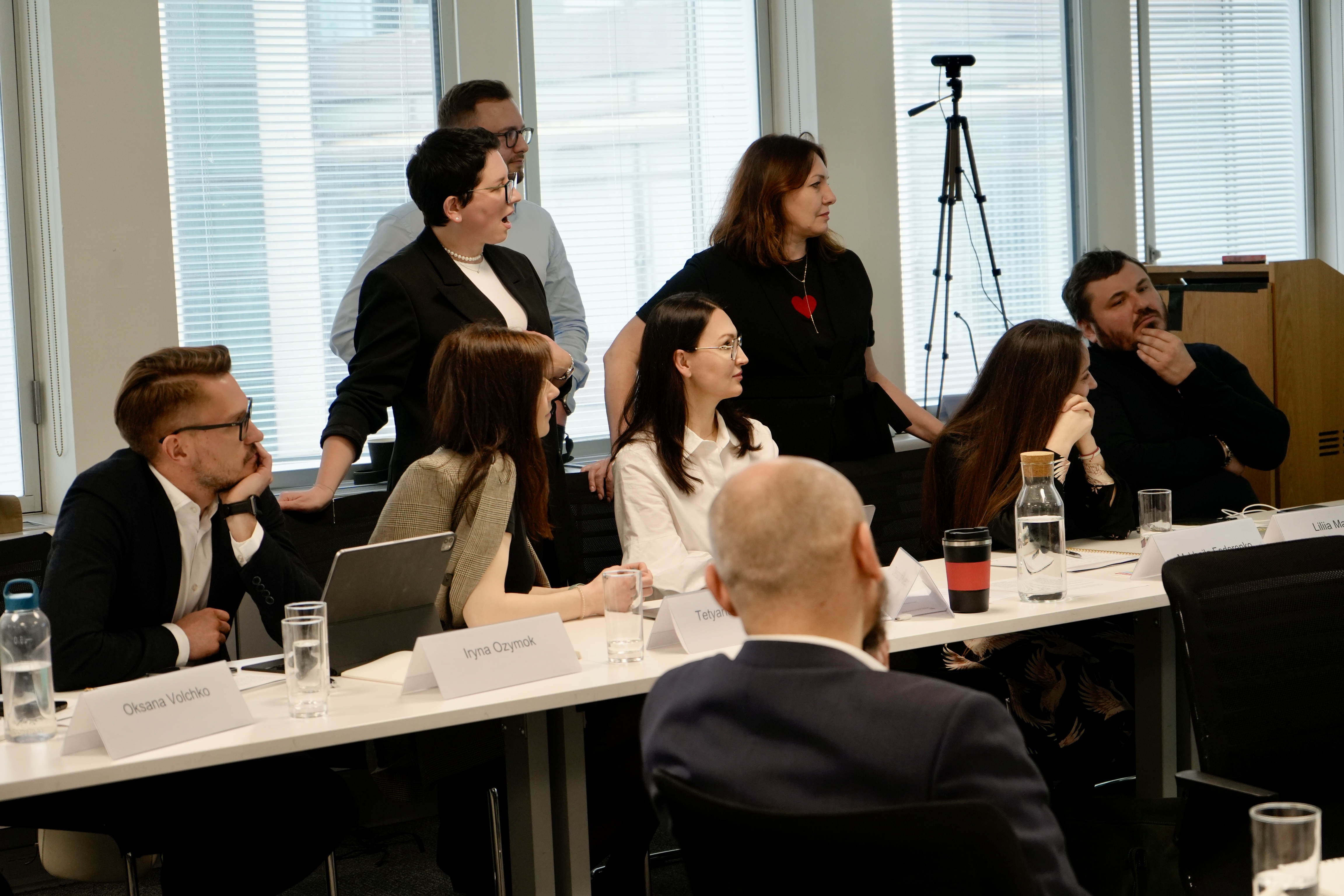
Учасники Програми "Освіта для Перемоги" на лекції від LSE IDEAS

- Позиціонування України у глобальній політичній економіці.

- Аналіз геополітичного контексту та актуальних міжнародних подій.

- Вивчення викликів і можливостей у міжнародній торгівлі.

### Досягнення
У партнерстві з LSE IDEAS Лондонської школи економіки та політичних наук програма успішно реалізувала два потоки:
- Пілотна програма: травень-червень 2023 (20 учасників).

- Програма №2: лютий-березень 2024 (26 учасників).

- Програма №3: листопад-грудень 2024 (25-30 учасників), за підтримки Ukraine-Moldova American Enterprise Fund.

Всі учасники мають можливість приєднатися до спеціальної програми Alumni для випускників, яка включає додаткові лекції та політичні заходи в Києві для підтримки обміну ідеями.

### Alumni
Alumni — це ініціатива для випускників програми "Освіта для Перемоги", що надає можливості професійного розвитку та нетворкінгу. Випускники отримують доступ до освітніх ресурсів, тренінгів і подій, що сприяють їх діяльності у розвитку та післявоєнному відновленні України.

### Учасники
Ми ретельно відбираємо представників професійної спільноти з різних регіонів України, забезпечуючи залученість центральних та місцевих органів влади та військових. Усі учасники повинні поділяти бачення програми та активно брати участь у відбудові України.
Попередні учасники включають:
- 3 радники Офісу Президента України.

- 7 заступників міністрів (енергетики, економіки, фінансів тощо).

- 2 міських голів.

- 1 Надзвичайний і Повноважний Посол.

- Член Генерального штабу Збройних сил України.

- Директори Національного банку України.

Решта учасників обіймають схожі посади.

### Результати програми
- 90% учасників відзначили підвищення впевненості у прийнятті рішень.

- 95% учасників покращили навички командної роботи.

- 90% учасників краще розуміють міжнародний контекст.

- 100% учасників рекомендували б программу колегам.

- 85% учасників приєдналися до програми для випускників.

1. ↑  ABOUT US - grandstrategy.com.ua (брит.). 3 червня 2023. Процитовано 11 листопада 2024.
2. ↑  Motyl, Alexander J. (5 квітня 2016). A Grand Strategy for Ukraine. Foreign Affairs (амер.). ISSN 0015-7120. Процитовано 11 листопада 2024.
3. ↑  Science, London School of Economics and Political. LSE IDEAS. London School of Economics and Political Science (брит.). Процитовано 11 листопада 2024.
4. ↑  Jensen, Benjamin; Hoffman, Elizabeth (15 травня 2024). Victory in Ukraine Starts with Addressing Five Strategic Problems (англ.). Процитовано 11 листопада 2024.
5. ↑  LSE IDEAS and Grand Strategy Programme (PDF). grandstrategy.com.ua.